# 엘라 (프로게이머)
엘라(본명: 곽나훈, 1995년 2월 5일 ~ )는 대한민국의 전직 리그 오브 레전드 프로게이머이다. 프로게임단 지도자로도 활동했다. 선수 시절 포지션은 서포터이며 아이디는 Ella를 사용했다.

## 선수 생활
2014년 12월 7일 중국 LPL의 스네이크 e스포츠에 입단하면서 프로 커리어를 시작했다. 2015시즌 스네이크 e스포츠에서 주전으로 활동했으며 스프링과 서머 시즌 팀의 포스트시즌 진출에 기여했다. 2016 스프링 시즌에서도 주전 자리를 차지했지만, 서머 시즌에서는 주전 자리를 내주었다.
2017시즌을 앞두고 에버8 위너스에 입단했다. 2017 스프링 시즌 팀의 주전으로 활동하며 팀의 승격에 기여했다. 서머 시즌에서도 주전으로 활약했다. 하지만 팀은 서머 시즌 종료 후 승강전으로 내려갔으며 챌린저스로 강등되었다.
2017시즌 종료 후 현역 은퇴를 선언했다.

## 지도자 생활
2018년 2월 1일, 팀 블라썸의 배틀그라운드 프로게임단의 코치로 부임했다.
2019시즌을 앞두고 위너스의 코치로 부임했다.

## 수상 내역
- 리그 오브 레전드 챌린저스 코리아 스프링 2017 우승